# Saint-Théoffrey
Saint-Théoffrey is een gemeente in het Franse departement Isère (regio Auvergne-Rhône-Alpes) en telt 342 inwoners (1999). De plaats maakt deel uit van het arrondissement Grenoble.

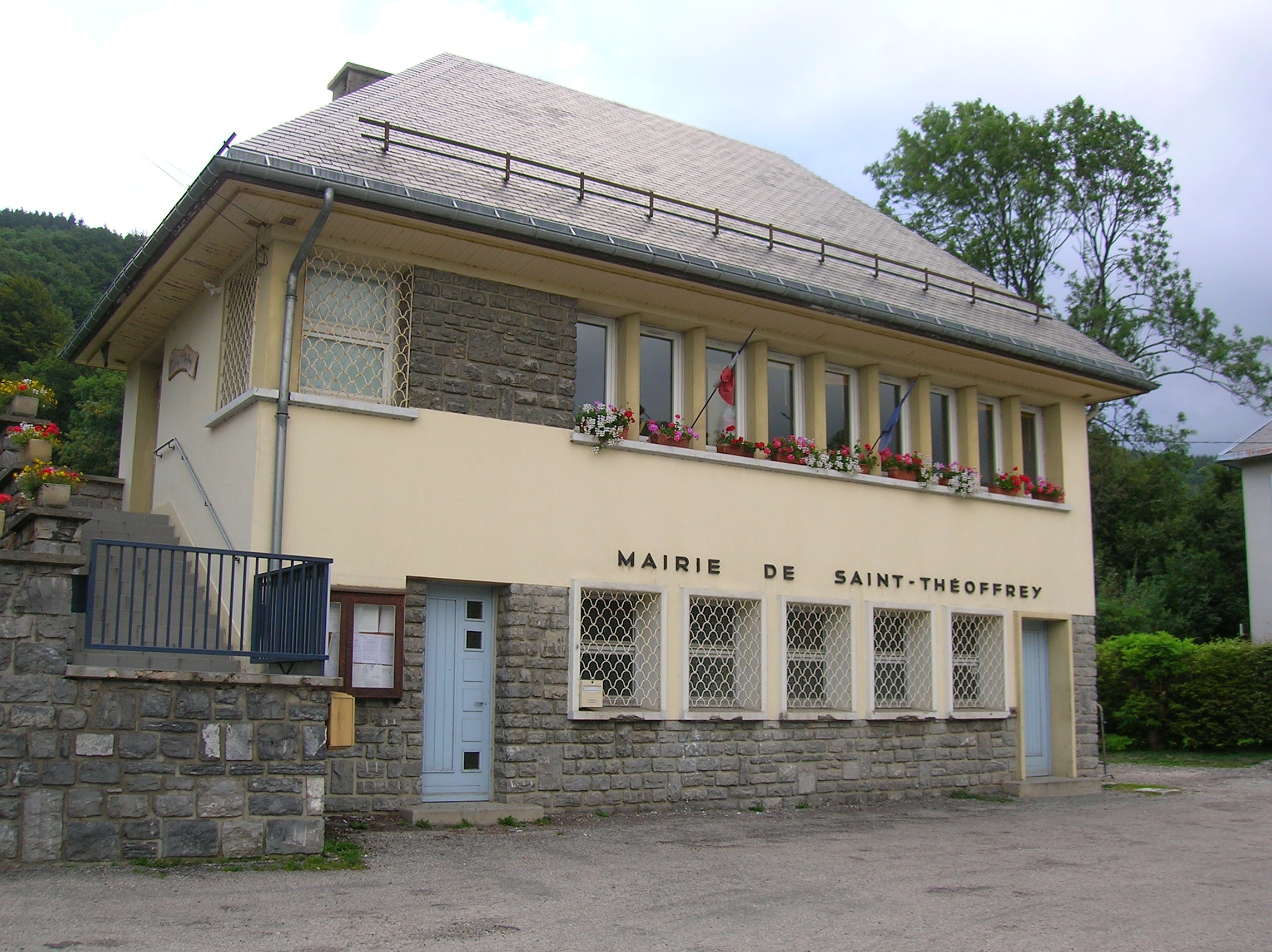
Gemeentehuis
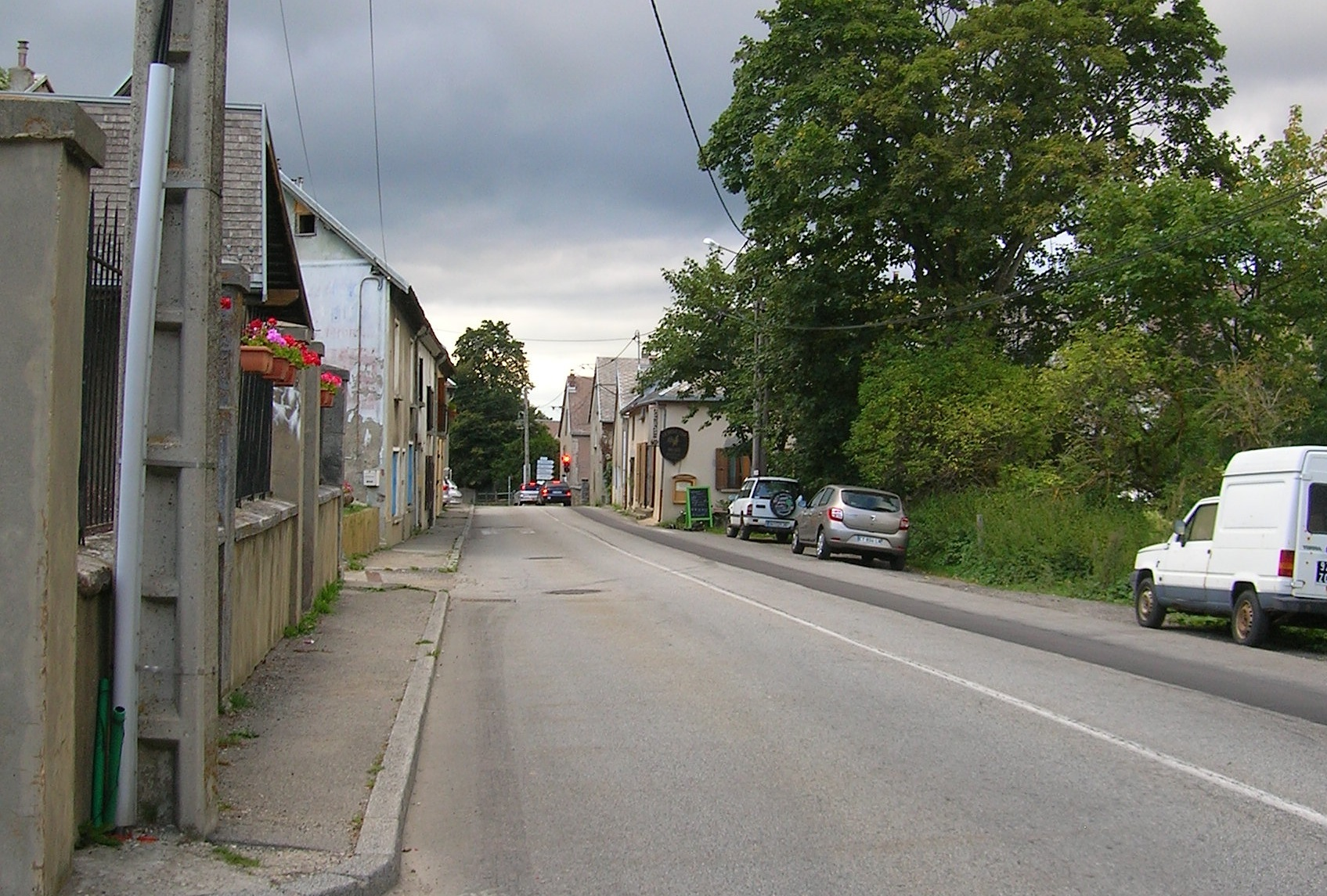
Route Napoléon, Saint-Théoffrey
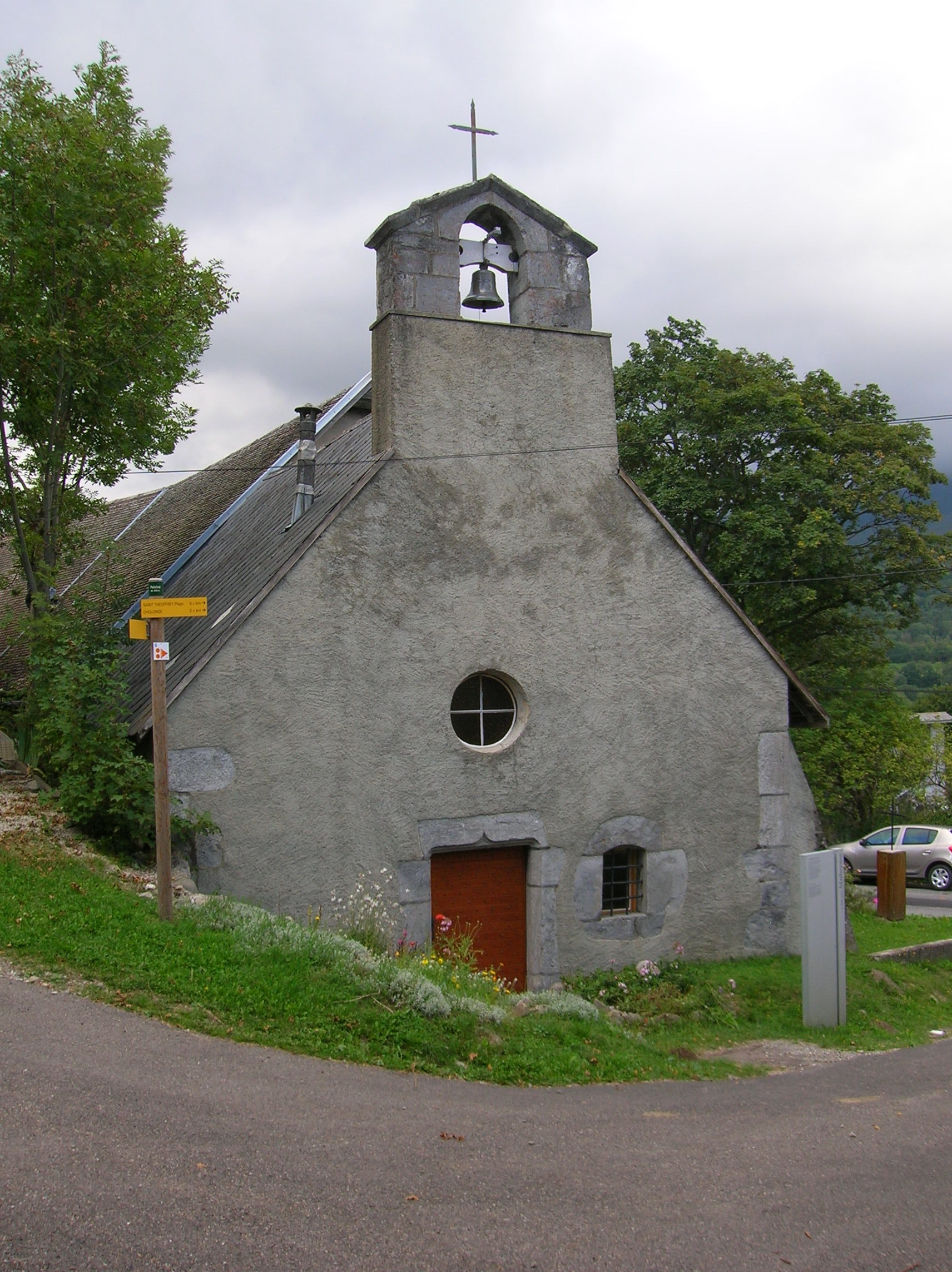
Kapel de Petichet, Saint-Théoffrey

## Geografie
De oppervlakte van Saint-Théoffrey bedraagt 5,7 km², de bevolkingsdichtheid is 60,0 inwoners per km².
De onderstaande kaart toont de ligging van Saint-Théoffrey met de belangrijkste infrastructuur en aangrenzende gemeenten.

## Demografie
Onderstaande figuur toont het verloop van het inwonertal (bron: INSEE-tellingen).